# Strep-tag II
Der Strep-tag II ist ein Protein-Tag, der die Reinigung und Detektion von rekombinanten Proteinen mittels Affinitätschromatographie ermöglicht. Es handelt sich dabei um ein synthetisches Peptid, welches aus 8 Aminosäuren besteht und N- oder C-terminal  mit einem Fusionsprotein exprimiert werden kann. Der Strep-tag II weist eine starke Affinität zu Strep-Tactin auf, welches für die Reinigung der Fusionsproteine über Affinitätschromatographie-Säulen genutzt wird. Die Elution der Strep-tag-II-Fusionsproteine erfolgt bei dieser Methode durch die Zugabe eines Biotin-Derivates, welches mit dem Strep-tag II kompetiert. Ein Vorteil des Strep-tags sind die milden physiologischen Bedingungen, unter denen die Proteinreinigung stattfindet. Aufgrund dessen eignet sich das Strep-tag System besonders für die Expression bioaktiver, funktionsfähiger Proteine.
Strep-tag, Twin-Strep-tag und Strep-Tactin sind eingetragene Marken der IBA Lifesciences GmbH.

## Herkunft desStrep-tags
Als Basis der Entwicklung des Strep-tags diente die bereits lange bekannte Bindung zwischen Streptavidin und Biotin (Vitamin H). Bei Streptavidin handelt es sich um ein Protein aus dem Bakterium Streptomyces avidinii, welches aus vier identischen Untereinheiten besteht. Jede dieser Untereinheiten kann ein Molekül Biotin binden. Diese Bindung ist hoch affin und stellt eine der stärksten bekannten, nicht-kovalenten Bindungen dar. Aufgrund dieser Eigenschaft findet Streptavidin häufig Anwendung in der Molekularbiologie, Biotechnologie und Biochemie.
Bei dem Strep-tag handelt es sich um ein Peptid, welches für die Bindung in der Biotin-Bindetasche von Streptavidin entwickelt wurde, um als Tool für die rekombinante Proteinreinigung dienen zu können. Die spätere Weiterentwicklung ist der Strep-tag II (Trp-Ser-His-Pro-Gln-Phe-Glu-Lys), dieser zeichnet sich wiederum durch eine verbesserte Bindung an Strep-Tactin – eine veränderte Streptavidin-Variante – aus. Die Affinität des Strep-tag II zu Strep-Tactin ist etwa 10-fach höher als die zu Streptavidin. Das so optimierte Strep-tag System, bestehend aus Strep-tag II und Strep-Tactin, hat sich als äußerst nützlich für die Isolation von funktionsfähigen Proteinen und Proteinkomplexen, sowie deren Nachweis im Rahmen von Proteom-Studien erwiesen.

## Das Prinzip desStrep-tag Systems
Der Strep-tag wird durch Klonierung, vor oder hinter die Gensequenz des gewünschten Proteins, in einen Vektor eingebracht, wodurch bei der Expression ein Fusionsprotein mit N- oder C-terminalem Strep-tag II entsteht. Für die Expression sind Vektoren für verschiedene Wirtsorganismen verfügbar. Neben Vektoren für die Expression in E. coli sind auch solche für Hefen, sowie für Insekten- und Säugerzellen verfügbar. Da der Strep-tag II nur eine geringe Größe aufweist und biochemisch nahezu inert ist, beeinflusst er weder die Proteinfaltung noch die Sekretion und wirkt sich nicht auf die Funktion des Proteins aus. Ein weiterer Vorteil ist, dass die Reinigungsschritte unter physiologischen Bedingungen durchgeführt werden können, was die Herstellung biologisch aktiver Proteine gewährleistet und die Aufreinigung von funktionalen Proteinkomplexen erlaubt. Ein Vergleich mit anderen Protein-Tags zeigte für den Strep-tag II eine sehr hohe Reinheit (>95 %) und eine hohe Ausbeute an gereinigtem Protein.
Die Reinigung von Strep-tag II-Fusionsproteinen beginnt damit, dass das Zelllysat mit dem Fusionsprotein auf eine Säule mit immobilisiertem Strep-Tactin aufgetragen wird. Das Fusionsprotein bindet daraufhin an Strep-Tactin. Es folgt ein Waschschritt, bei dem mit einem physiologischen Puffer (z. B. PBS) alle nicht gebundenen Proteine von der Säule gewaschen werden. Danach erfolgt die Elution des Fusionsproteins mit einer geringen Konzentration von Desthiobiotin, einem Analogon von Biotin, dem natürliche Liganden von Streptavidin. Desthiobiotin kompetitiert mit hoher Affinität spezifisch um die Biotin-Bindestelle. Dabei hat es gegenüber Biotin den Vorteil, dass es mit geringerer Affinität an Strep-Tactin bindet und daher die Matrix regeneriert werden kann.
Um die Strep-Tactin-Matrix zu regenerieren, wird Desthiobiotin durch die Zugabe einer Lösung, die den an Strep-Tactin bindenden gelben Azofarbstoff HABA im Überschuss enthält, von der Säule verdrängt. Die Bindung von HABA an Strep-Tactin führt zu einer Farbveränderung der Matrix von gelb zu orange-rot und macht dadurch den Grad der Regeneration sichtbar. Abschließend wird auch das gebundene HABA von der Säule entfernt, indem Waschpuffer hinzugegeben wird. Die vollständige Regeneration ist erfolgt, wenn die Säule wieder ihre ursprüngliche weiße Farbe besitzt. Danach kann sie für die nächste Reinigung verwendet werden.

## Anwendungen
Das Strep-tag System ermöglicht eine Proteinreinigung mittels Affinitätschromatographie unter physiologischen Bedingungen mit hoher Spezifität. Die gereinigten Proteine behalten dabei ihre biologische Aktivität und liegen danach in sehr reiner Form vor (über 95 % Reinheit). Auch die Aufreinigung von Proteinkomplexen ist mit dieser Methode möglich, da die Komplexe im physiologischen Puffer erhalten bleiben.
Zusätzlich kann der Strep-tag II für die Detektion von Proteinen in unterschiedlichen Assays eingesetzt werden. So können Antikörper gegen den Strep-tag II beispielsweise für die Detektion mittels Immunfluoreszenz, FACS, ELISA und Western Blots eingesetzt werden. Daneben existieren auch Strep-Tactin Konjugate mit enzymatischen (z. B. Meerrettichperoxidase HRP; Alkalische Phosphatase AP) oder fluoreszierenden Markern, die zur direkten Detektion von Fusionsproteinen mit Strep-tag II eingesetzt werden können. In diesem Fall kann die Detektion über Immunofluoreszenz, Western Blots oder Dot Blots erfolgen.
Im Weiteren kann das Strep-tag System zur Identifizierung von Protein-Protein Interaktionen (z. B. Pulldown-Assays), sowie zur Immobilisierung von Strep-tag Fusionsprotein an Mikrotiterplatten oder Biochips zu weiteren Interaktionsanalysen eingesetzt werden.
Überblick der Anwendungsmöglichkeiten des Strep-tag Systems:
- Affinitätschromatographie
- Protein-Protein Interaktionsstudien (Pulldown-Assays, ChIP)
- Western Blot, Kolonie Blot, Dot Blot, ELISA
- Screening auf positive Klone
- Immunohistochemie und Immunozytochemie
- SPR, Immobilisierung